# Kristian Bahnson
Bahne Christian Bahnson, kendt som Kristian Bahnson (12. maj 1855 i Randers – 10. januar 1897 i København) var en dansk museumsmand og etnograf. Søn af købmand i Randers Waldemar Bahnson og Petrine Madsen.
Bahnson blev 1872 student fra Borgerdydskolen på Christianshavn og 1877 magisterkonferens i nordisk oldtidsvidenskab, men vendte sig snart til etnografien som sit hovedstudium og blev 1879 knyttet til Etnografisk Museum, 2 år efter tillige til Oldnordisk Museum. Ved museernes reorganisation 1892 blev han som inspektør ved Nationalmuseet vedblivende knyttet til begge samlingerne, og bevarede dette embede til sin død.
Skønt han gennem mange år led under sygdom, udrettede han i disse stillinger et meget betydeligt arbejde, såvel ved undersøgelser i marken, som ved den genskabelse af Etnografisk Museum, der påbegyndtes 1892, og som først efter hans død blev helt gennemført. Han var en kundskabsrig videnskabsmand med et vidt blik for menneskelige forhold.
Adskillige afhandlinger i tidsskrifterne og navnlig hans hovedarbejde Etnografien (2 bind 1900) vidner højt herom. Af redaktionen af hovedtidsskriften Internationales Archiv für Etnographie var han medlem fra dets stiftelse. Blandt fagfæller i ind- og udland var han højt anset.
Han er begravet på Frederiksberg Ældre Kirkegård.
Bahnson er portrætteret af Hans Nikolaj Hansen 1875-76 (privateje) og 1895 (Etnografisk Museum). Pennetegning af samme 1879 i privateje.

## Forfatterskab
- "Gravskikke hos amerikanske Folk" (Aarbøger for Nordisk Oldkyndighed og Historie 1882; s. 171-292)
- "Etnografiske Museer i Udlandet" (Aarbøger for Nordisk Oldkyndighed og Historie 1887; s. 171-292)